# James Clay (homme politique)
Pour les articles homonymes, voir Clay.
James Clay, né le 20 décembre 1804 à Londres et mort le 26 décembre 1873 à Brighton, est un homme politique et une autorité du jeu de whist. Son fils est le compositeur Frederic Clay.

## Biographie
Clay est représentant au Parlement britannique de la circonscription électorale de Kingston-upon-Hull du mois de juillet 1847 jusqu'en 1853 quand il est démis après une enquête de corruption. Il reprend le siège lors d'une élection partielle en 1857 et occupe le poste jusqu'à sa mort.
Selon la nécrologie parue dans le Westminster papers: a monthly journal of chess, whist, games of skill and the drama, Clay était « le chef reconnu du monde du Whist » pendant les trente dernières années avant sa mort, consacrant beaucoup de temps et d'attention au whist et au piquet. En 1863, il devient président du comité pour la détermination des règles du whist.